# Eptatretus octatrema
Eptatretus octatrema – gatunek bezszczękowca z rodziny śluzicowatych (Myxinidae).

## Zasięg występowania
Płd-wsch. Atlantyk. Znana z holotypu złapanego w okolicach Przylądka Igielnego w Południowej Afryce.

## Cechy morfologiczne
Osiąga 30 cm długości.

## Biologia i ekologia
Występuje na głębokości 46–73 m.